# گاز در نقطه اوج
گاز در نقطه اوج (انگلیسی: Peak gas) بر پایه نظریه هوبرت (ارائه شده توسط ماریون کینگ هوبرت) به نقطه یا مرحله زمانی اطلاق می‌شود که تولید گاز طبیعی (تولید گازهای فسیلی) به حداکثر میزان خود می‌رسد و در نتیجه پس از این مرحله، میزان گاز تولید شده از مخازن زیرزمینی، کاهش خواهد یافت و در پی آن، گازی که وارد بازار فروش می‌شود نیز کاهش پیدا می‌کند.